# Jörg Reymann
Jörg Reymann (* 1969 in Kiel) ist ein deutscher Comiczeichner und Grafiker. Er lebt und arbeitet nach vorübergehendem Aufenthalt in Erlangen seit 2006 wieder in Kiel.

## Biografie
Nach der Schule machte Jörg Reymann (alias Ørg) eine Ausbildung zum Bauschlosser. Als solcher arbeitete er einige Jahre, bevor er sich entschied, seine Leidenschaft, das Zeichnen, zum Beruf und sich als Künstler selbstständig zu machen. Nebenbei verdiente er als Bestatter etwas Geld und erschuf in der Gemeinschaftswerkstatt Barazumato, in der Nähe von Kiel, kunstvolle Objekte.
1994 lernte er Rötger Feldmann alias Brösel kennen, den er fortan nicht nur bei den Werner-Büchern, sondern auch den dazugehörigen Merchandising-Artikeln zeichnerisch unterstützte, zudem arbeitete er an den Filmen mit.
Reymanns eigene Figuren, die beiden Hunde Dex & Dogfort, machten sich durch Comicstrips in den Kieler Nachrichten und mehrseitige Comicgeschichten im Magazin Wieselflink beliebt. Die Strips erschienen 1998 gesammelt im Buch Dex & Dogfort: Fisch mit Gräten im Achterbahn Verlag, der zwei Jahre später auch das Album Dex & Dogfort: - Showtime veröffentlichte, in dem die Hauptfiguren zum ersten Mal unter Beweis stellten, dass sie Potenzial für längere Geschichten haben. So folgte nach einem Gastauftritt im Buch Werner: Volle Latte 2004 ein weiteres Album, Dex & Dogfort: Schlachthofgiganten, beim Ehapa-Verlag. Hier soll auch eine Sammlung der Kurzcomics aus den Wieselflink-Heften erscheinen.
Die bislang letzte Comicveröffentlichung Reymanns, Atze Schröder – Der Comic, basiert auf den Comedyprogrammen von Atze Schröder. Außerdem illustrierte er Mario Barths Buch Deutsch-Frau / Frau-Deutsch.

## Comics

### Dex & Dogfort
- 1996 – 2004 – Diverse kurze Comicgeschichten im Magazin Wieselflink (Ach & Krach)
- 1998 – Dex & Dogfort: Fisch mit Gräten (Achterbahn)
- 2000 – Dex & Dogfort: Showtime (Achterbahn)
- 2004 – Dex & Dogfort: Schlachthofgiganten (Limitierte Ausgabe zum Internationalen Comic-Salon Erlangen, Ehapa)
- 2004 – Dex & Dogfort: Schlachthofgiganten (Ehapa)

### Werner
- 1994 – Werner: Wer bremst hat Angst (Band 8)
- 1996 – Werner: Na also! (Band 9)
- 1998 – Werner: Exgummibur! (Band 10)
- 2002 – Werner: Volle Latte (Band 11)

### Sonstige
- 2004 – Atze Schröder – Der Comic

### Beiträge in Sammelbänden
- 1993 – Ein Buch?? Ihr Arschlöcher! (Semmel)
- 1994 – Der stürmische Norden (Achterbahn)
- 1997 – Barschel – Wege in die Wanne (Achterbahn)
- 1999 – So wird das Leben im Jahr 2000 (Achterbahn)